# Johan Capiot
Johan Capiot, född den 12 april 1964 i Rijkhoven är en belgisk före detta professionell landsvägscyklist och var en spurtare som specialiserade sig på endagslopp.
Efter karriären var Capiot sportdirektör för Farm Frites 2000, Bankgiroloterij-Batavus från 2001 till 2003 och Chocolat Jacques–Nixdorf 2004.
Sonen Amaury Capiot följde i faderns hjulspår, specialicerade sig på endagslopp och är sedan 2015 professionell.

## Meriter
1986
Vinnare av etapp 3 i Danmark Rundt
2:a i Grote Prijs Jef Scherens
2:a i GP de Denain
3:a i Circuit des Frontières
3:a i Paris-Bryssel
3:a i Omloop van de Westhoek
3:a i Schaal Sels
4:a totalt i Tour de Luxembourg
4:a i Scheldeprijs
8:a i Bryssel-Ingooigem
1987
Vinnare av Veenendaal–Veenendaal
Vinnare av etapp 1 i Tour de l'Oise
2:a i Bryssel-Ingooigem
5:a i Le Samyn
6:a i GP de Fourmies
10:a i Dwars door België
1988
Vinnare av Brabantse Pijl
Vinnare av etapperna 1 och 5 i Tour de Luxembourg
Vinnare av etapp 1 i Tour of Belgium
4:a i linjelopp vid Belgiska mästerskapen
5:a i Circuit des Frontières
5:a i GP de Fourmies
1989
Vinnare av Brabantse Pijl
Vinnare av Grand Prix de la Libération
4:a i Dwars door België
5:a i Paris-Bryssel
5:a i Grote Prijs Raymond Impanis
5:a i Ronde van Limburg
1990
Vinnare av Omloop Het Volk
2:a i Brabantse Pijl
6:a i Scheldeprijs
10:a i Omloop van de Westhoek
1991
Vinnare av Paris-Tours
Vinnare av etapp 8 i Dunkirks fyradagars
2:a i Rund um Köln
2:a i Grote Prijs Raymond Impanis
2:a i Nokere Koerse
3:a i Scheldeprijs
4:a i Omloop van het Houtland
5:a totalt i De Panne tredagars
6:a i Grote Prijs Jef Scherens
9:a i Paris-Bryssel
1992
Vinnare av Brabantse Pijl
Vinnare av Omloop Het Volk
Vinnare av Le Samyn
Vinnare av Nokere Koerse
Vinnare av Ronde van Midden-Zeeland
Vinnare av etapp 2 Tour de l'Oise
2:a i Gent-Wevelgem
2:a i linjelopp vid Belgiska mästerskapen
3:a i Paris-Roubaix
4:a totalt i De Panne tredagars
5:a i Scheldeprijs
1993
Vinnare av etapp 3a i Tour de l'Oise
Vinnare av etapp 3 i Tour de Luxembourg
2:a i GP de Denain
3:a i Le Samyn
4:a i Paris-Bryssel
5:a i Ronde van Limburg
5:a i Nokere Koerse
5:a i Omloop Het Volk
5:a i Dwars door België
6:a i Gent-Wevelgem
8:a i Scheldeprijs
9:a i Binche-Tournai-Binche
10:a i Flandern runt
1994
Vinnare av Le Samyn
Vinnare av Clásica de Almería
2:a i Kuurne-Bryssel-Kuurne
5:a i Flandern runt
6:a i Paris-Roubaix
9:a i Omloop Het Volk
10:a totalt i Dunkirks fyradagars
1995
Vinnare av Le Samyn
3:a i Coca-Cola Trophy
5:a i Paris-Roubaix
5:a i Paris-Tours
7:a i Grote Prijs Jef Scherens
8:a i Paris-Bryssel
9:a i Nokere Koerse
1996
Vinnare av A Travers le Morbihan
Vinnare av Omloop van het Houtland
Vinnare av CoreStates Classic
Vinnare av Hasselt-Spa-Hasselt
3:a i Rund um Köln
3:a i Ronde van Midden-Zeeland
3:a i Veenendaal–Veenendaal
4:a i Druivenkoers Overijse
5:a i Paris-Bryssel
8:a i Gent-Wevelgem
8:a i Tour de Vendée
9:a i Omloop Het Volk
9:a i GP de Fourmies
9:a i Grote Prijs Jef Scherens
1997
3:a i Gent-Wevelgem
3:a i Omloop Het Volk
9:a i Kuurne-Bryssel-Kuurne
1998
Vinnare av etapp 5 i Vuelta a Murcia
2:a i Dwars door België
8:a i Delta Profronde
1999
10:a i Nokere Koerse